# 湯姆·恩斯
湯馬士·基斯杜化·"湯姆"·恩斯（英語：Thomas Christopher "Tom" Ince，1992年1月30日—）是一位英格蘭職業足球員，他在場上司職翼鋒，現效力於英冠球會沃特福德。
湯馬士·恩斯出身利物浦青訓系統，是前英格蘭隊長保罗·因斯的兒子，父子曾於諾士郡和黑池合作。

## 職業生涯

### 球會
諾士郡(外借)
2010年11月1日，英甲球會諾士郡時任領隊保罗·因斯從利物浦借用其兒子湯馬士·恩斯，借用期至2011年1月。
黑池
2011年8月4日，英冠黑池從利物浦簽入湯馬士·恩斯，合約為期兩年，另球會有選擇權延長多一年。
2013年5月9日，黑池行使選擇權與湯馬士·恩斯的合約延長多一年。

## 外部連結
- 足球数据库：湯馬士·恩斯的球员统计数据
- England stats （页面存档备份，存于） at theFA